# Vrapci (Sjenica)
Vrapci (Servisch cyrillisch Врапци) is een plaats in de Servische gemeente Sjenica. De plaats telt 49 inwoners (2002).